# Sumu étnico de Evenki
El Sumu étnico de Evenki (chino simplificado: 鄂温克民族苏木; chino tradicional: 鄂溫克民族蘇木; pinyin: Èwēnkè Mínzúsūmù) es una subdivisión de pueblo especial bajo la administración directa de la ciudad-prefectura de Hulun Buir, en el nordeste de Mongolia Interior, China. Se ubica a 600 m s. n. m., muy cerca de la frontera con Rusia y a 68 km del área urbana de la prefectura. Su superficie es de 6037 km². En  2010, su población total era de 2665 habitantes, de los cuales 1560 (el 54.4%) pertenecen a la etnia evenki.
Su economía se basa en la agricultura.
Fue creado en mayo de 1953. Desde 2010, es el único "sumu étnico" en China, una administración especial para el pueblo Evenk.

## Administración
El sumo étnico se divide en 8 aldeas que se administran en 7 comités de barrio (rural) y 1 zona residencial (urbana):
- Barrios: Ā'ěr shān, huī tún, bì lǔ tú, hā jí, ēn hé, yǎ tú kè y mèng gēn nuò'ěr
- Zona residencial: Ādá gài nuò rì